# Agrilus concinnus
Agrilus concinnus es una especie de insecto del género Agrilus, familia Buprestidae, orden Coleoptera, descrita por Horn, 1891.
Se encuentra en el sudeste de Estados Unidos. Se alimenta de Hibiscus laevis (Malvaceae).